# Pseuderucaria
Pseuderucaria es un género  de plantas pertenecientes a la familia Brassicaceae.   Comprende 4 especies descritas y de estas, solo 3 aceptadas.

## Taxonomía
El género fue descrito por (Boiss.) O.E.Schulz y publicado en Botanische Jahrbücher für Systematik, Pflanzengeschichte und Pflanzengeographie 54 Beibl. 119: 54. 1916.

## Especies aceptadas
A continuación se brinda un listado de las especies del género Pseuderucaria aceptadas hasta septiembre de 2013, ordenadas alfabéticamente. Para cada una se indica el nombre binomial seguido del autor, abreviado según las convenciones y usos.
- Pseuderucaria clavata (Boiss. & Reut.) O.E. Schulz
- Pseuderucaria teretifolia O.E. Schulz